# لو وای تینگ
لو وای تینگ (به انگلیسی: Yu Wai Ting) (زادهٔ ۱ اوت ۱۹۹۳) شناگر اهل هنگ کنگ است.